# 蝶番

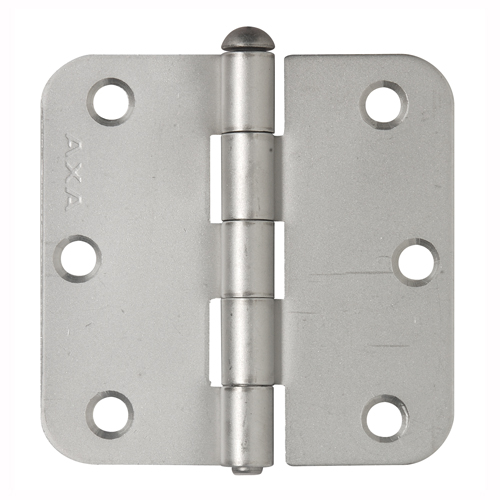
シンプルな蝶番

蝶番（ちょうつがい、英: hinge）とは、開き戸・開き蓋などの開く建具を支え開閉できるようにする部品である。建築業界や家具業界では丁番の表記、「ちょうばん」の読み方が主流である。英語のhingeからヒンジの呼称も使用される。

## 語源と慣用語
語源は「蝶の番（つがい）」であり、その形状を蝶に見立てたものである。「番（つがい）」には、雌雄の組み合わせに限らず、組み合わさっているものについて、「つなぎ目の部分」という意味がある。
室町時代中期の辞書『文明本節用集』に「蝶番　テフツガイ」とあり、古くから使われた日本語と思われる。
蝶番（ちょうつがい）を「ちょうばん」と呼び、当て字「丁番」を用いるようになった時期は明確ではない。

## 種類

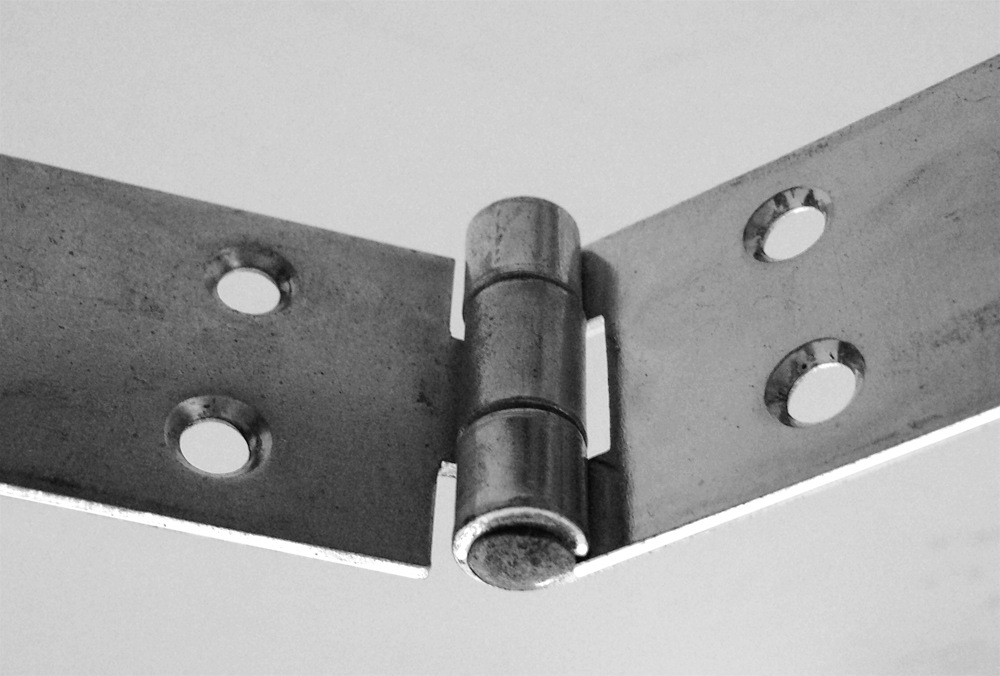
平蝶番
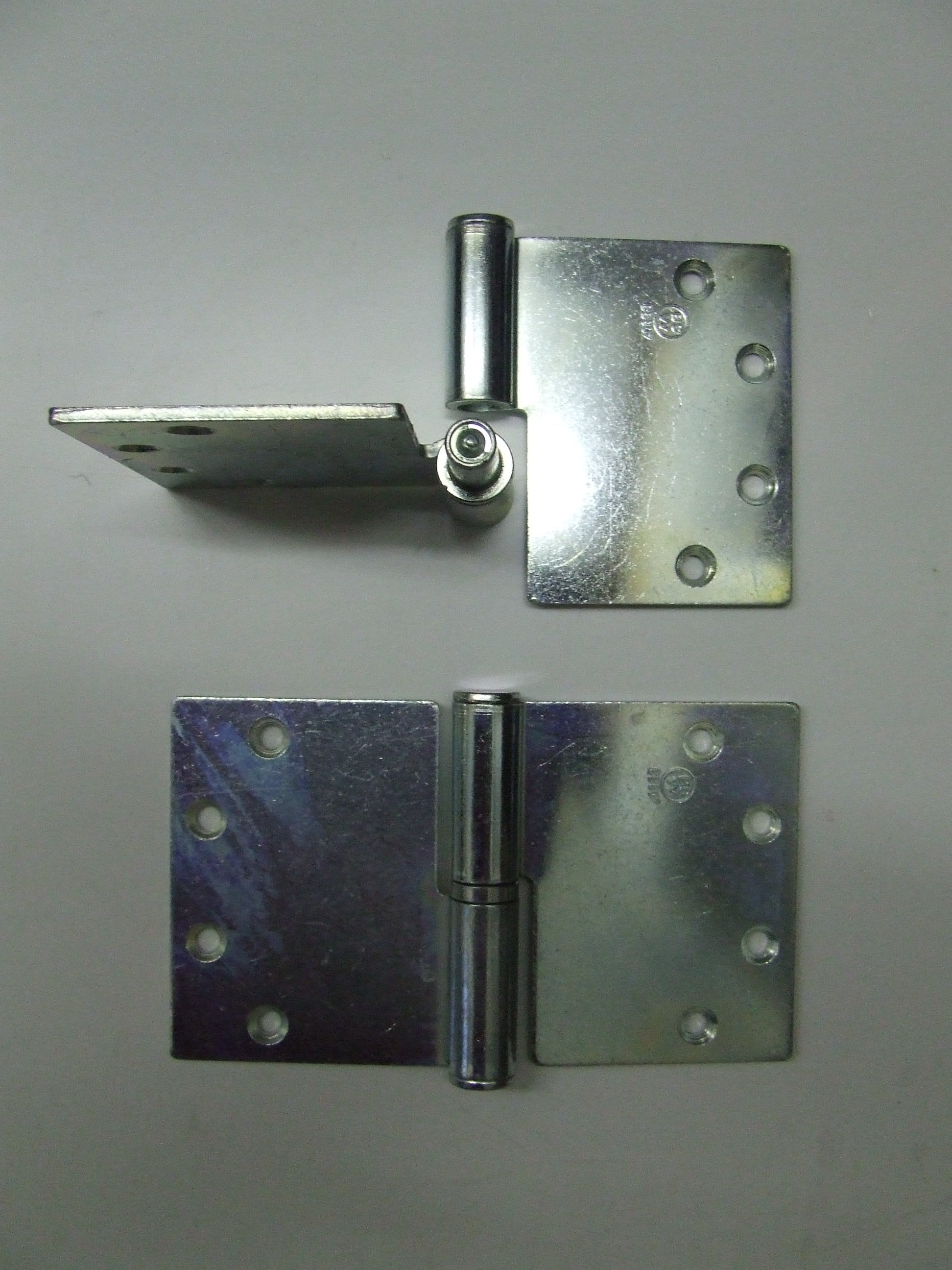
抜き蝶番
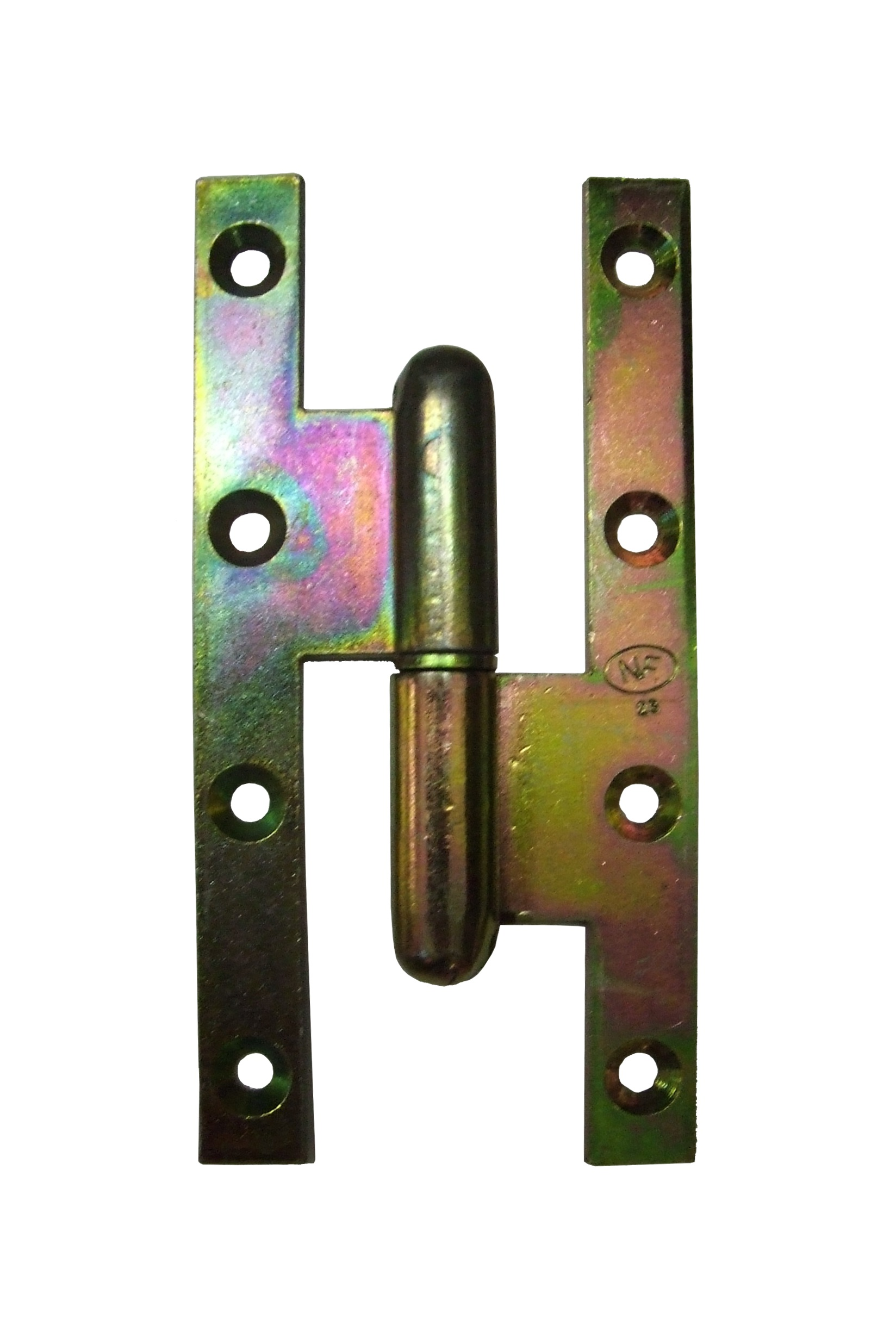
フランス蝶番
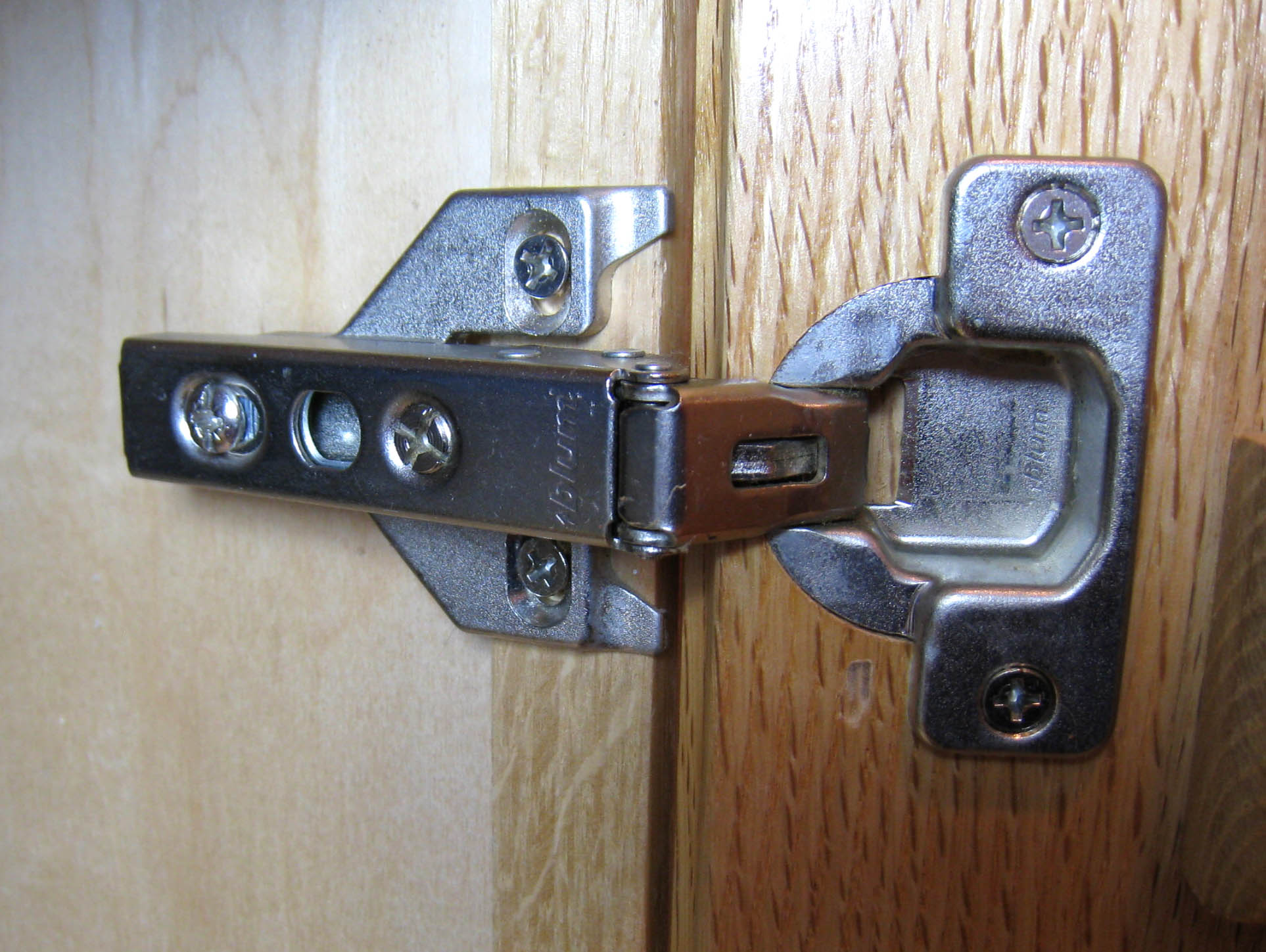
スライド蝶番(家具)

裏蝶番
扉を閉めた状態で、蝶番が見えないように取付られたもので、内外の区別のある収納などに使用される。名前の由来は扉側のプレートを、扉の裏側に取付していることから。収納や制御盤などに使われている。多くの家具類やシステムキッチン等で使用されるスライド蝶番もこの一種と区分できる。
隠し蝶番
扉を閉めた状態で、蝶番が見えないように取付られたもの。扉側のプレートを、扉の厚みの中に埋め込み、取付側も同様に埋め込んで取り付られる。高級ドアなどに使われている
グレビティヒンジ
扉を開くと螺旋状にせり上がり、自重で自動的に閉まるようにしたもの。
自由蝶番
手前、奥の両方向に動く蝶番。ばね仕掛けの関節を2つ持ち、手を離すとばねの力で中立位置に戻る。厨房等のバックヤードの入口等に多く用いられる。
ドロップ丁番
水平軸で回転する扉に付ける丁番の一つで、ライティングビューロー（机と戸棚を組み合わせた家具）などのフラップに付けられるもの。フラップ丁番ともいう。
なつめ蝶番
フランス蝶番とも呼ばれる装飾蝶番。
抜き蝶番
軸部分が分割されていて、扉を取り外せるもの。広義では上記の旗蝶番を含むが、狭義では一般的な蝶番と同じ形で、取付側と扉側のプレートの高さが同じもの（従来型と比して「二管蝶番」とも）を指す。

旗蝶番（旗丁番）
２枚の羽が上下に重なった状態で回転する機構になっている丁番のこと。羽は簡単に抜き差しできるので必要に応じて建具を取り外すことができる。
取付側と扉側がそれぞれ上下に分かれたもののうち、プレートの高さが全体の約半分になっているもの。それぞれを抜いて、取付側の羽根を逆さまにして見ると「旗」のように見える。プレートが上下に重なるため、板厚分の隙間を少なく出来る。玄関ドア等の鋼製ドアには標準的に採用され、室内ドアにも多く採用されている。
ピアノ丁番
普通丁番の形状をしているが、幅が狭く長さが数十センチもある丁番。ピアノの蓋やライティングビュローのフラップに取り付けられる。
平蝶番
一般的なもの
フランス丁番
抜き差しの可能な丁番。

- 平蝶番
- 抜き蝶番
- フランス蝶番
- スライド蝶番(家具)